# Ciudad Real
Ciudad Real je město ve středním Španělsku v autonomním společenství Kastilie – La Mancha, 200 km jižně od Madridu, v nadmořské výšce 628 m. Je hlavním městem provincie Ciudad Real. Sídlí zde Univerzita Kastilie-La Mancha (Universidad de Castilla-La Mancha). Žije zde přibližně 76 tisíc obyvatel.

## Administrativní členění
Město se dělí na čtyři části: Ciudad Real, Las Casas, Valverde a La Poblachuela.

## Doprava
Město je zastávkou rychlovlaků AVE na trase Madrid – Córdoba. Má vlastní mezinárodní letiště. 

## Historie
První písemná zpráva zaznamenává, že Almohadové v bitvě na vrchu Alarcos roku 1195 porazili kastilské vojsko. Vrch je známý také archeologickými nálezy. Sídlo v rámci postupující reconquisty v roce 1255 dal založit král Alfons X. Kastilský. Nazval je Villa real (Královské město) a jeho ochranu před Maury svěřil Řádu calatravských rytířů. Židovská komunita se ve městě usídlila již kolem roku 1290 a v následujícím století zde Židé s Maury uzavřeli koalici o obchodní spolupráci (tzv. aljama), na níž křesťané reagovali pogromy. K úplnému vysídlení Židů došlo koncem 15. století za panování Isabely Kastilské. 
Městská práva Ciudadu roku 1420 udělil Jan II. Kastilský. Hlavním městem provincie La Mancha se Ciudad Real stal v roce 1691. To přispělo k jeho hospodářskému rozvoji a výstavbě několika významných budov. Většinu z nich zničilo v roce 1755 zemětřesení s epicentrem v Lisabonu. 
V roce 1809, během napoleonských válek, francouzští vojáci porazili španělskou armádu a obsadili město, místní nemocnici používali jako své velitelství a kasárna.
Roku 1833 se Ciudad Real stal správním centrem provincie. 
V blízkosti města leží vulkanické pole Campo de Calatrava s termálními prameny. Na řece Guadiana nedaleko města byla roku 1973 postavena přehrada Embalse de El Vicario. 
Od roku 1985 patří Ciudad Real k pěti univerzitním městům, v nichž sídlí Univerzita Kastilie-La Mancha.

## Památky

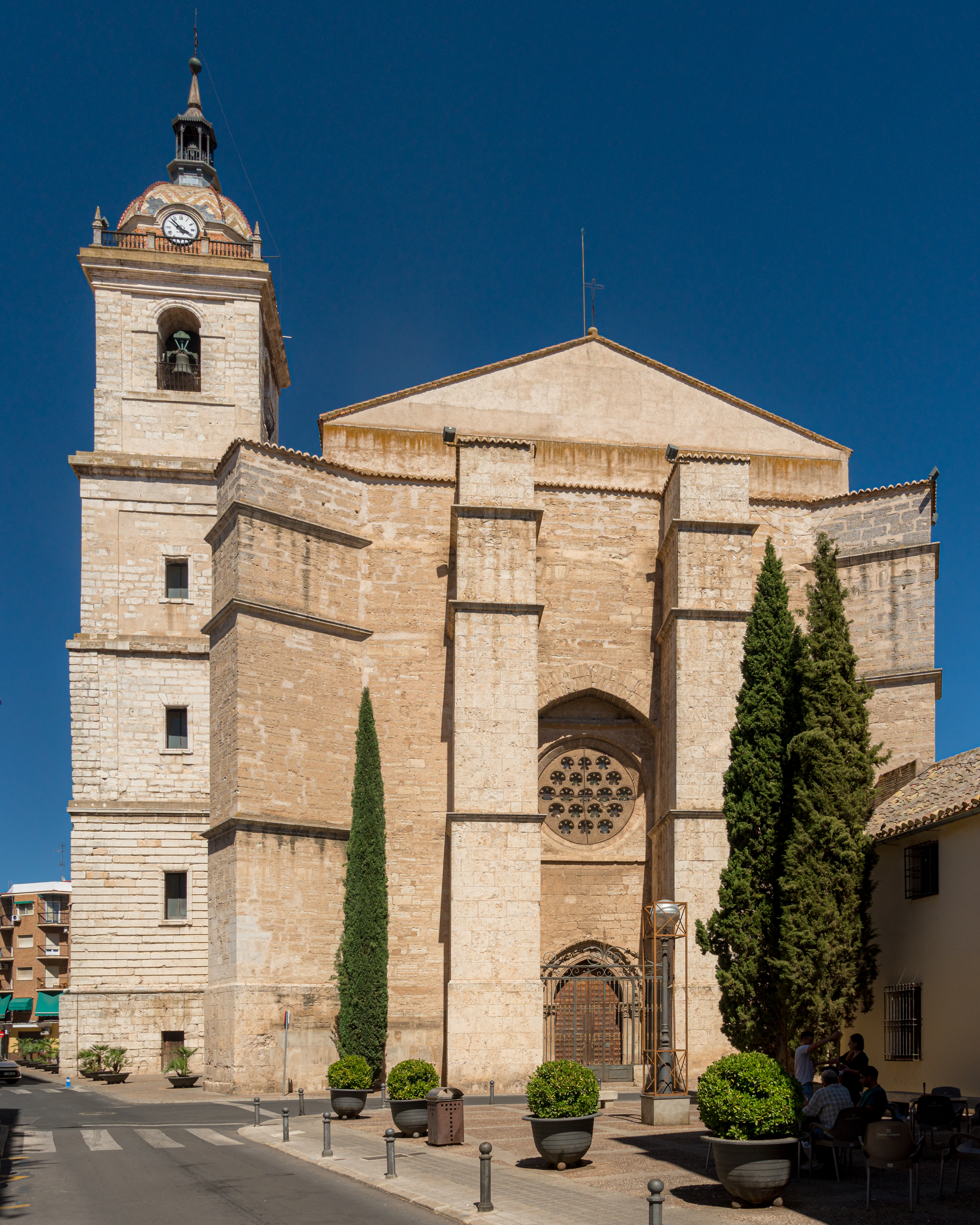
Katedrála

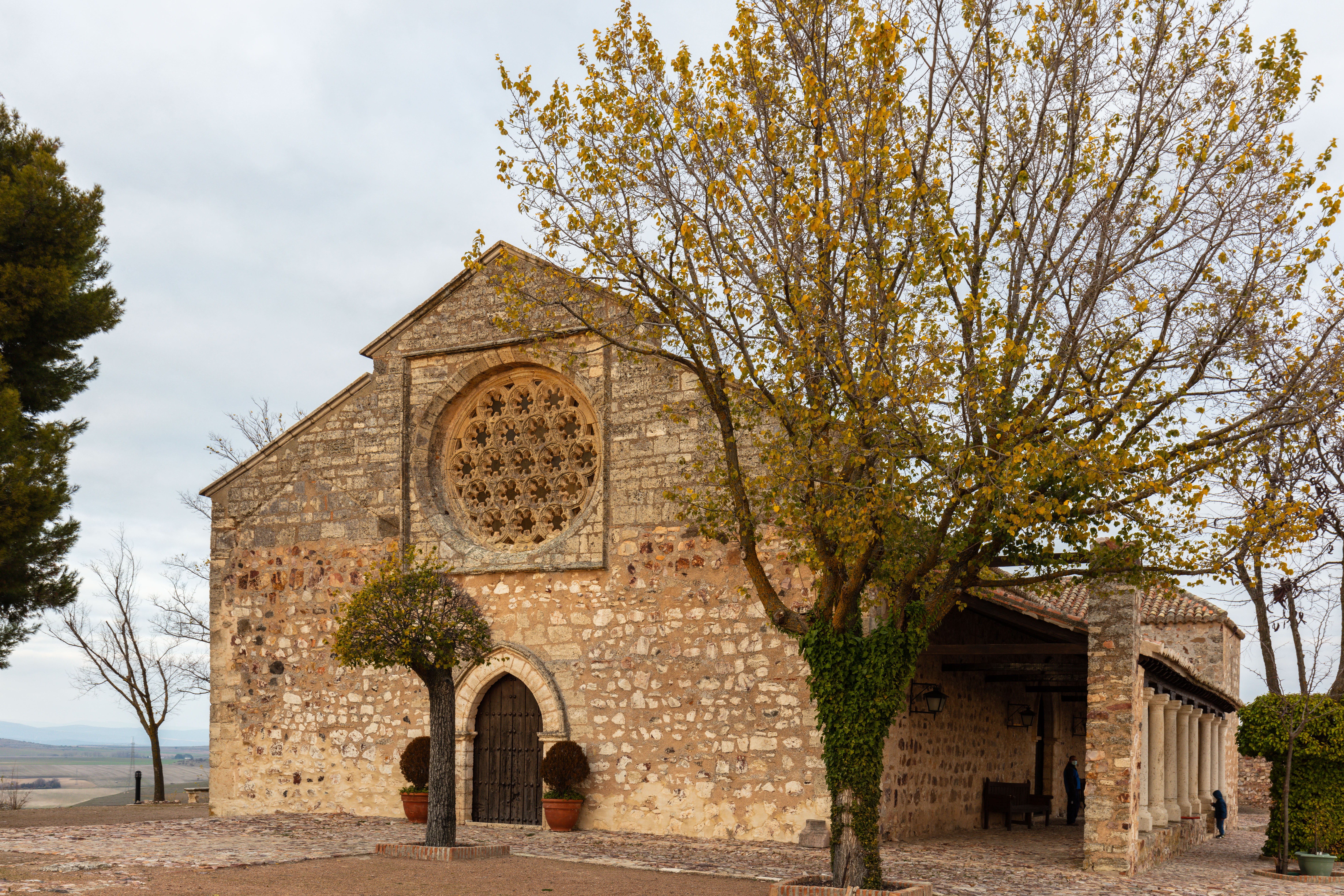
Ermitáž v Alarcosu

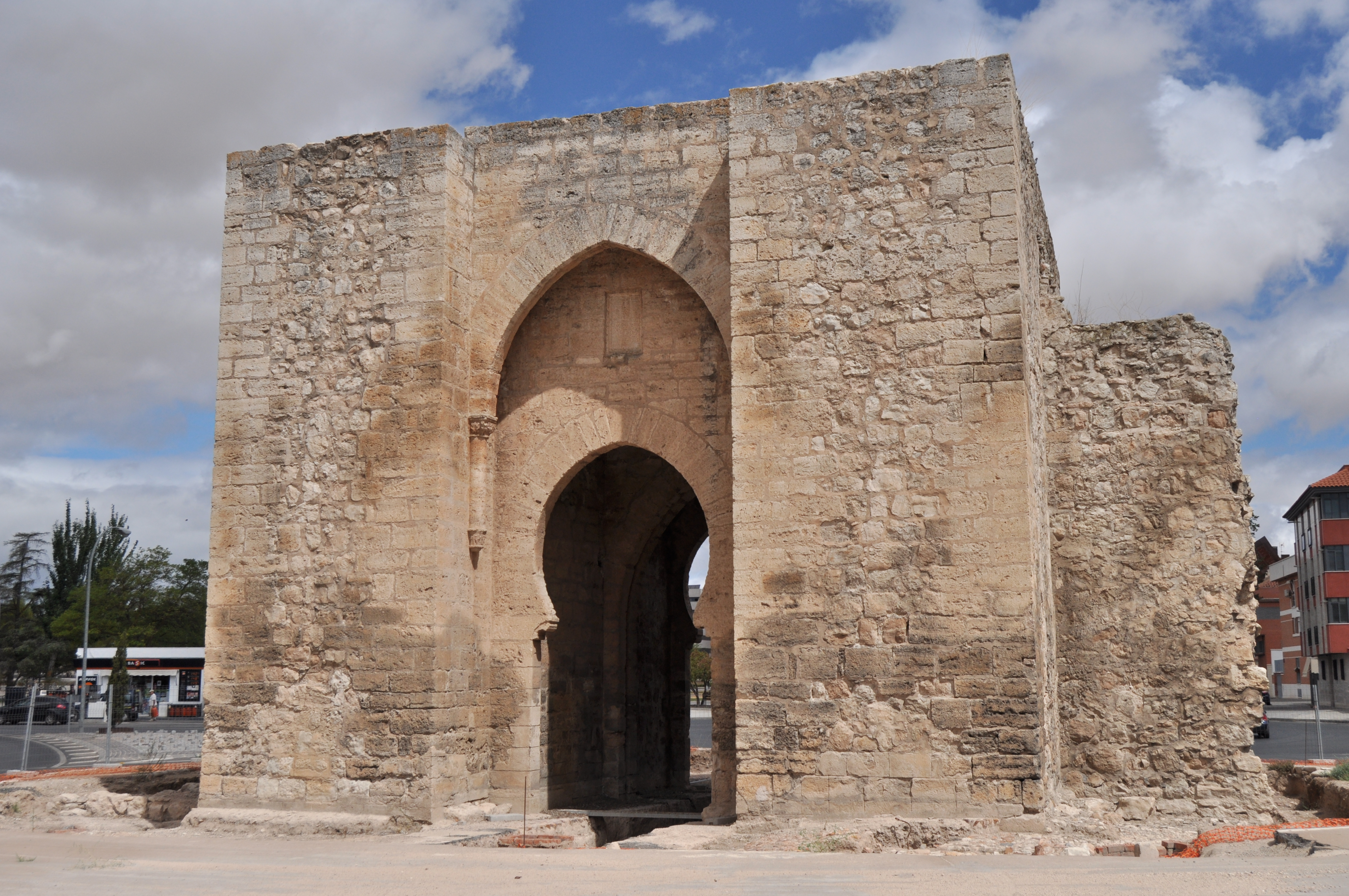
Puerta Toledo

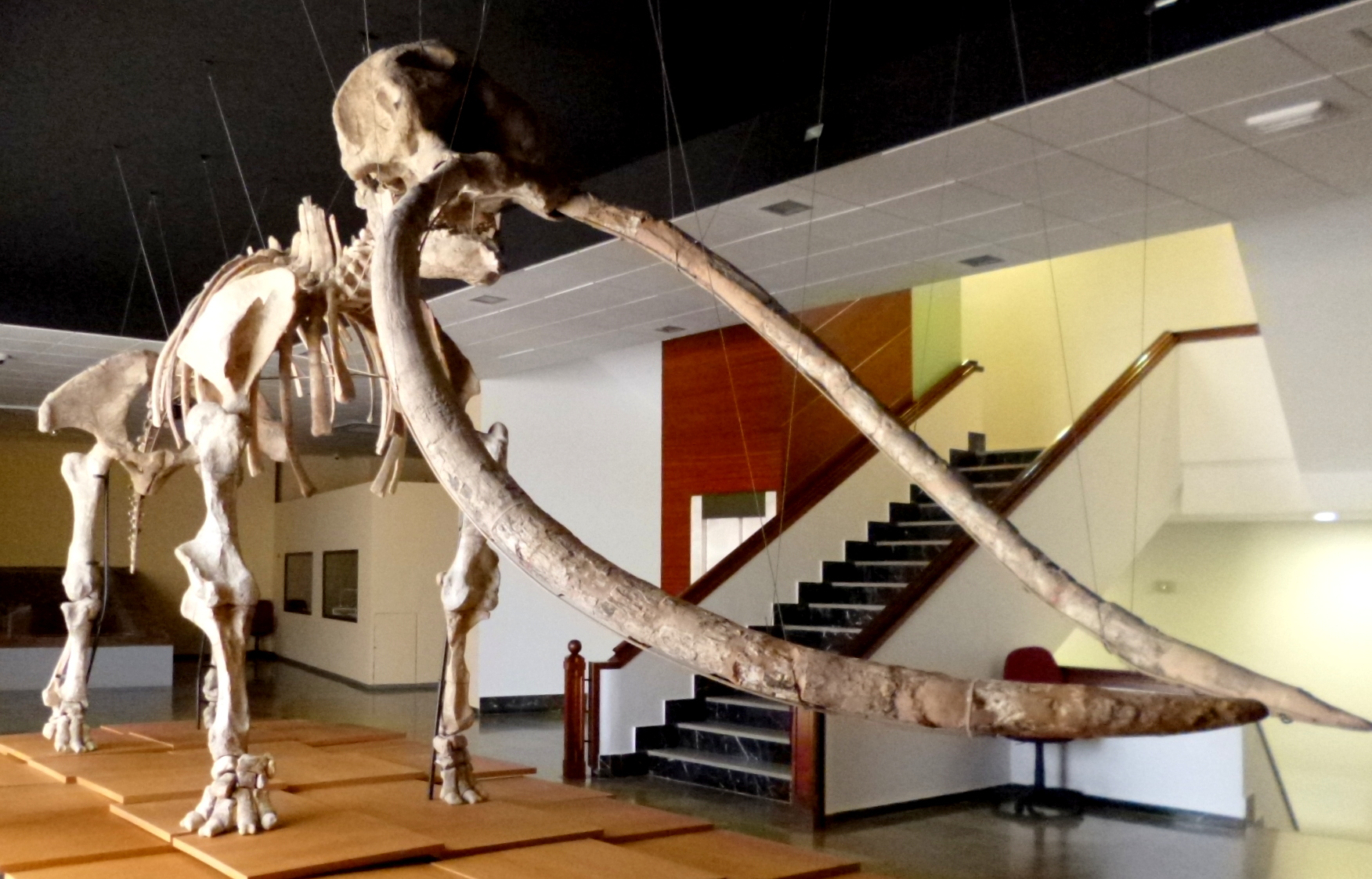
Kostra mastodonta z Las Higueruelas; Museo Ciudad Real

- Katedrála Santa Iglesia Prioral de las Órdenes Militares Basílica Catedral de Nuestra Señora Santa María del Prado de Ciudad Real, gotická stavba založená v 15. století, dostavěná v 16. a 18. století, má statut papežské baziliky minor; v kapitule bývalo sídlo calatravských rytířů; Panna Maria del Prado je patronkou města a váže se k ní každoroční slavnost La Pandorga 30.-31. července.
- Konvent karmelitánů s kostelem - barokní komplex staveb
- Ermitáž Panny Marie na vrchu Alarcos - poutní románsko-gotická stavba ze 13. století
- Puerta de Toledo - městská brána ze 14. století, nese znaky maurské architektury (tvar oblouku, ornament na fasádě).

## Muzea
- Museo provincial de Ciudad Real - největší ve městě, sídlí v moderní budově z roku 1976, vystavuje archeologické, přírodovědné, historické i umělecké sbírky; z nedaleké paleontologické lokality Las Higueruelas pochází sedmimetrová kostra pravěkého mastodonta, stará dva miliony let, i další nálezy.
- Diecézní muzeum křesťanského umění s chrámovou klenotnicí - sídlí v biskupském paláci.
- Muzeum s knihovnou Dona Quijota má dokumentační charakter, sídlí v přízemním domku z 19. století.[3]

## Sport
Ve sportovní hale Quijote Arena sídlil házenkářský klub BM Ciudad Real, vítěz Ligy mistrů EHF v letech 2006, 2008 a 2009, který v roce 2011 přesídlil do Madridu.

## Osobnosti
- Manuel Marín (1949–2017), zdejší rodák, politik, předseda Evropské komise
- Juande Ramos (* 1954), bývalý fotbalista a trenér
- Javier Botet (* 1977), zdejší rodák; oblíbený herec hororů (201 cm, 56 kg)